# Langlaufen op de Olympische Winterspelen 2022 - Teamsprint mannen
De teamsprint klassiek voor mannen tijdens de Olympische Winterspelen 2022 vond plaats op 16 februari 2022 in het National Cross-Country Centre in Zhangjiakou. De wedstrijd vond plaats in de klassieke stijl in tegenstelling tot 2018 toen er in de vrije stijl gelopen werd. Regerend olympisch kampioen was Noorwegen (Johannes Høsflot Klæbo en Martin Johnsrud Sundby).

## Tijdschema
| Datum                | Lokale tijd | MET   | Ronde         |
| -------------------- | ----------- | ----- | ------------- |
| woensdag 16 februari | 16:15       | 09:15 | Halve finales |
| woensdag 16 februari | 17:45       | 10:45 | Finale        |

## Uitslag
| Q | = Door naar de volgende ronde                                 |
| q | = Door naar de volgende ronde op basis van tijd (Lucky Loser) |

### Halve finales
Halve finale 1
| Rang | Bib | Namen                                    | Land             | Tijd     | Verschil | Opm. |
| ---- | --- | ---------------------------------------- | ---------------- | -------- | -------- | ---- |
| 1    | 1   | Erik Valnes / Johannes Høsflot Klæbo     | Noorwegen        | 20:17,28 | –        | Q    |
| 2    | 3   | Hugo Lapalus / Richard Jouve             | Frankrijk        | 20:17,31 | +0,03    | Q    |
| 3    | 2   | Iivo Niskanen / Joni Mäki                | Finland          | 20:17,81 | +0,53    | Q    |
| 4    | 7   | Antoine Cyr / Graham Ritchie             | Canada           | 20:18,71 | +1,43    | Q    |
| 5    | 11  | Henri Roos / Martin Himma                | Estland          | 20:24,29 | +7,01    |      |
| 6    | 9   | Aljaksandr Voranaoe / Jahor Sjpoentaoe   | Wit-Rusland      | 20:34,07 | +16,79   |      |
| 7    | 5   | Luděk Šeller / Michal Novák              | Tsjechië         | 20:36,70 | +19,42   |      |
| 8    | 8   | Vili Črv / Miha Šimenc                   | Slovenië         | 20:43,03 | +25,75   |      |
| 9    | 6   | Paul Constantin Pepene / Raul Mihai Popa | Roemenië         | 21:03,35 | +46,07   |      |
| 10   | 4   | James Clugnet / Andrew Young             | Groot-Brittannië | 21:15,27 | +57,99   |      |
| 11   | 12  | Phil Bellingham / Seve de Campo          | Australië        | 21:17,35 | +1:00,07 |      |
| 12   | 13  | Modestas Vaičiulis / Tautvydas Strolia   | Litouwen         | 22:17,79 | +2:00,51 |      |
| 13   | 10  | Kim Min-woo / Jeong Jong-won             | Zuid-Korea       | 22:56,16 | +2:38,88 |      |

Halve finale 2
| Rang | Bib | Namen                                            | Land             | Tijd     | Verschil | Opm. |
| ---- | --- | ------------------------------------------------ | ---------------- | -------- | -------- | ---- |
| 1    | 15  | Francesco De Fabiani / Federico Pellegrino       | Italië           | 20:06,99 | –        | Q    |
| 2    | 16  | William Poromaa / Oskar Svensson                 | Zweden           | 20:07,57 | +0,58    | Q    |
| 3    | 17  | Jonas Baumann / Jovian Hediger                   | Zwitserland      | 20:07,67 | +0,68    | Q    |
| 4    | 21  | Michael Föttinger / Benjamin Moser               | Oostenrijk       | 20:07,78 | +0,79    | Q    |
| 5    | 14  | Aleksandr Bolsjoenov / Aleksandr Terentjev       | Russische ploeg  | 20:07,85 | +0,86    | q    |
| 6    | 19  | Ben Ogden / James Clinton Schoonmaker            | Verenigde Staten | 20:11,42 | +4,43    | q    |
| 7    | 20  | Wang Qiang / Shang Jincai                        | China            | 20:12,40 | +5,41    |      |
| 8    | 23  | Maciej Staręga / Kamil Bury                      | Polen            | 20:19,87 | +12,88   |      |
| 9    | 24  | Oleksii Krasovski / Roeslan Perechoda            | Oekraïne         | 20:48,40 | +41,41   |      |
| 10   | 25  | Snorri Eythor Einarsson / Isak Stianson Pedersen | IJsland          | 21:05,66 | +58,67   |      |
| 11   | 22  | Raimo Vīgants / Roberts Slotiņš                  | Letland          | 21:06,82 | +59,83   |      |
| 12   | 18  | Albert Kuchler / Janosch Brugger                 | Duitsland        | 21:20,39 | +1:13,40 |      |

### Finale
| Rang   | Bib | Namen                                      | Land             | Tijd     | Verschil |
| ------ | --- | ------------------------------------------ | ---------------- | -------- | -------- |
| Goud   | 1   | Erik Valnes / Johannes Høsflot Klæbo       | Noorwegen        | 19:22,99 | –        |
| Zilver | 2   | Iivo Niskanen / Joni Mäki                  | Finland          | 19:25,45 | +2,46    |
| Brons  | 14  | Aleksandr Bolsjoenov / Aleksandr Terentjev | Russische ploeg  | 19:27,28 | +4,29    |
| 4      | 16  | William Poromaa / Oskar Svensson           | Zweden           | 19:38,05 | +15,06   |
| 5      | 7   | Antoine Cyr / Graham Ritchie               | Canada           | 19:45,30 | +22,31   |
| 6      | 15  | Francesco De Fabiani / Federico Pellegrino | Italië           | 19:48,42 | +25,43   |
| 7      | 3   | Hugo Lapalus / Richard Jouve               | Frankrijk        | 19:58,37 | +35,38   |
| 8      | 17  | Jonas Baumann / Jovian Hediger             | Zwitserland      | 20:04,35 | +41,36   |
| 9      | 19  | Ben Ogden / James Clinton Schoonmaker      | Verenigde Staten | 20:28,07 | +1:05,08 |
| 10     | 21  | Michael Föttinger / Benjamin Moser         | Oostenrijk       | 21:15,00 | +1:52,01 |